# SuperBrawl 2000
SuperBrawl 2000 si svolse il 20 febbraio 2000 presso il Cow Palace di San Francisco, California. Si trattò della decima edizione dell'evento di wrestling in pay-per-view della serie SuperBrawl prodotto dalla World Championship Wrestling.
Il main event dello show fu il three-way dance match nel quale Sid Vicious difese la cintura WCW World Heavyweight Championship contro Scott Hall e Jeff Jarrett. Altri match di rilievo che si svolsero all'evento furono Hulk Hogan contro The Total Package, e Ric Flair contro Terry Funk in un Texas Death match.
James Brown fece un'apparizione a sorpresa all'evento, esibendosi insieme a Ernest Miller durante la sua scenetta sul ring con The Maestro.

## Risultati
| #  | Incontri                                                                                           | Stipulazioni                                                    | Durata |
| -- | -------------------------------------------------------------------------------------------------- | --------------------------------------------------------------- | ------ |
| 1  | The Artist Formerly Known As Prince Iaukea (con Paisley) ha sconfitto Lash LeRoux                  | Single match per il vacante WCW Cruiserweight Championship      | 05:47  |
| 2  | Brian Knobbs (con Fit Finlay) ha sconfitto Bam Bam Bigelow (c)                                     | Hardcore match per il WCW Hardcore Championship                 | 04:44  |
| 3  | 3 Count (Evan Karagias, Shannon Moore e Shane Helms) hanno sconfitto Norman Smiley                 | Handicap match                                                  | 04:06  |
| 4  | The Wall ha sconfitto The Demon                                                                    | Single match                                                    | 03:37  |
| 5  | Tank Abbott ha sconfitto Big Al                                                                    | Leather Jacket on a Pole match                                  | 04:34  |
| 6  | Big T (con Stevie Ray e J. Biggs) ha sconfitto Booker                                              | Single match                                                    | 05:23  |
| 7  | Billy Kidman (con Torrie Wilson) ha sconfitto Vampiro                                              | Single match                                                    | 07:20  |
| 8  | The Mamalukes (Big Vito e Johnny the Bull) (c) hanno sconfitto David Flair e Crowbar (con Daffney) | Sicilian stretcher match per il WCW World Tag Team Championship | 11:22  |
| 9  | Ric Flair ha sconfitto Terry Funk                                                                  | Texas Death match                                               | 15:40  |
| 10 | Hulk Hogan ha sconfitto The Total Package (con Elizabeth)                                          | Single match                                                    | 08:10  |
| 11 | Sid Vicious (c) ha sconfitto Scott Hall e Jeff Jarrett (con The Harris Brothers)                   | Triple threat match per il WCW World Heavyweight Championship   | 07:40  |